# Тібуртіна
«Рома Тібуртіна» — другий по величині вокзал у Римі після вокзалу Терміні. Він розміщений у північно-східній частині міста. Цей вокзал був перебудований у вузол високошвидкісних залізниць.
В даний час станція обслуговує 500 поїздів і 140 000 транзитних пасажирів на день (51 мільйон користувачів на рік).

## Історія
Першопочатково станція була відкрита у 1866 році.
У 2004 році були підготовлені плани по модернізації вокзалу, роботи почалися у 2007 році з очікуваною вартістю у 155 мільйонів євро. Планувалось, що оновлена станція зможе обслуговувати до 300 тисяч пасажирів щодня. До листопада 2011 року всі проведені роботи оцінювали у 330 мільйонів євро.
24 липня 2011 року вранці у технічних приміщеннях у західний частині вокзалу виникла пожежа. Через 2 години на місці погашення працювали 7 пожежних, вода поступала з 5 міських районів Риму. Лінія B римського метро також була закрита між станціями Кастро Преторио і Монті Тібуртіні. У результаті пожежі велика частина обладнання стала непридатною, що залишало важливий відрізок транспортної системи Риму і всієї Італії парализованим. У свою чергу це призвело до чисельних затримок і скасування рейсів по всій країні.
Через 3 роки робіт, 28 листопада 2011 року, новий вокзал був відкритий. Спочатку реконструкція мала на меті перетворити Тібуртіну на головний римський вокзал для високошвидкісних залізничних перевезень на лінії Мілан-Неаполь: оскільки станція є прохідною, потягам, які прямують із Турину/Мілан до Неаполя/Салерно, не потрібно буде розвертатися. Однак з невідомих причин цей проект так і не був реалізований, і римський вокзал Терміні продовжує залишатися головним римським вокзалом для швидкісних поїздів. Оновлена Тібуртіна обслуговує як традиційні регіональні маршрути, так і лінію високошвидкісної залізниці Мілан-Неаполь. Новий вокзал планував збільшити свій пасажирооборот до 450 000 людей у день до 2015 року. Тібуртина обслуговує 140 високошвидкісних і 290 регіональних поїздів кожний день.

## Зв'язки
Вокзал Тібуртіна обслуговується станцією метро Тібуртіна лінії B римського метро. Окрім того біля вокзалу розташований важливий автовокзал, який обслуговує внутрішні та міжнародні маршрути, для прикладу на Київ.